# SAT Airlines
SAT Airlines (Авиакомпания Сахалинские Авиатрассы - Sakhalinskie Aviatrassy) est une compagnie aérienne russe basée sur l'île de Sakhaline et fondée en 1992 elle relie principalement la Russie avec la Corée du Sud et le Japon.

## Code data
- Association internationale du transport aérien AITA Code : HZ
- Organisation de l'aviation civile internationale OACI Code : SHU
- Nom d'appel :

## Destinations
La compagnie relie diverses destinations :
- Ioujno-Sakhalinsk - Khabarovsk en Boeing 737-200 ou An-24
- Ioujno-Sakhalinsk - Vladivostok en Boeing 737-200
- Ioujno-Sakhalinsk - Okha en Antonov An-24
- Ioujno-Sakhalinsk - Southern Kurile en Antonov An-24
- Ioujno-Sakhalinsk - Komsomol'sk-on- Amur en Antonov An-24
- Ioujno-Sakhalinsk - Blagovechtchensk en Antonov An-24
- Ioujno-Sakhalinsk - Stormy petrel en Antonov An-24
- Ioujno-Sakhalinsk - Hakodate en Antonov An-24
- Ioujno-Sakhalinsk - Séoul en Boeing 737-200
- Ioujno-Sakhalinsk - Pusan en Boeing 737-200
- Ioujno-Sakhalinsk - Sapporo en Boeing 737-200
- Komsomol'sk-on- Amur - Blagovechtchensk en Antonov An-24